# Appalachian State Mountaineers football
La squadra di football degli Appalachian State Mountaineers rappresenta l'Appalachian State University. I Mountaineers competono nella Football Bowl Subdivision (FBS) della National Collegiate Athletics Association (NCAA) e nella Sun Belt Conference dal 2014. La squadra è allenata da Shawn Clark. Gioca le sue gare interne al Kidd Brewer Stadium di Boone, Carolina del Nord e le sue rivalità principali sono con i Georgia Southern Eagles, i Coastal Carolina Chanticleers e i Marshall Thundering Herd.
Nel corso della sua storia, Appalachian State ha vinto 664 partite, conquistato tre titoli NCAA FCS e si è qualificata per 35 volte ai bowl di fine stagione o ai playoff FCS. I Mountaineers hanno vinto 22 titoli di conference e hanno una delle migliori percentuali di vittorie tra le mura amiche della nazione. Il programma ha avuto un vincitore del Walter Payton Award per due anni consecutivi, Armanti Edwards, il primo a compiere questa impresa (2008, 2009). La percentuale di vittorie di Appalachian del 64,6% è la sedicesima tra tutti i programmi.
I Mountaineers hanno fatto parte della Football Championship Subdivision (FCS) dalla sua fondazione nel 1978 al 2013. Lì hanno vinto tre titoli consecutivi dal 2005 al 2007, la prima squadra FCS a riuscirvi dall'adozione dei playoff nel 1978. Appalachian è stata anche la prima squadra della Division I a vincere tre titoli nazionali consecutivi da Army che vi riuscì dal 1944 al 1946, e la prima della Division I nell'era moderna a vincere tre titoli nazionali non condivisi consecutivi. Quando Appalachian State della FCS batté Michigan numero 5 del ranking nel 5 Michigan nel 2007, fu la prima volta che una squadra della FCS batté una squadra classificata nel ranking. Appalachian State ricevette essa stessa dei voti e divenne la prima squadra della FCS a ricevere voti nel sondaggio finale dell'Associated Press. I Mountaineers ricevettero cinque punti nel sondaggio.
Appalachian State passò dalla FCS alla FBS nel 2014, riuscendo a classificarsi tra le prime 25 in diverse stagioni (ad esempio 2018, 2019 e 2020) nella FBS. I Mountaineers chiusero nel 2019 alla 19ª posizione del sondaggio dell'Associated Press (al 18º in quello degli allenatori) dopo avere vinto il quinto bowl consecutivo, il terzo titolo consecutivo della Sun Belt e conquistato gare di rilievo contro North Carolina e South Carolina in trasferta. Con un bilancio di 7–1 nei bowl moderni della NCAA, Appalachian detiene la più alta percentuale di vittorie tra gli istituti con almeno cinque partecipazioni.

## Conference di appartenenza
- Independente (1928–1930, 1968–1971)
- North State Conference (1931–1960)
- Smoky Mountain Conference (1935–1937)
- Carolinas Conference (1961–1967)
- Southern Conference (1972–2013)
- Sun Belt Conference (2014–presente)

## Titoli nazionali

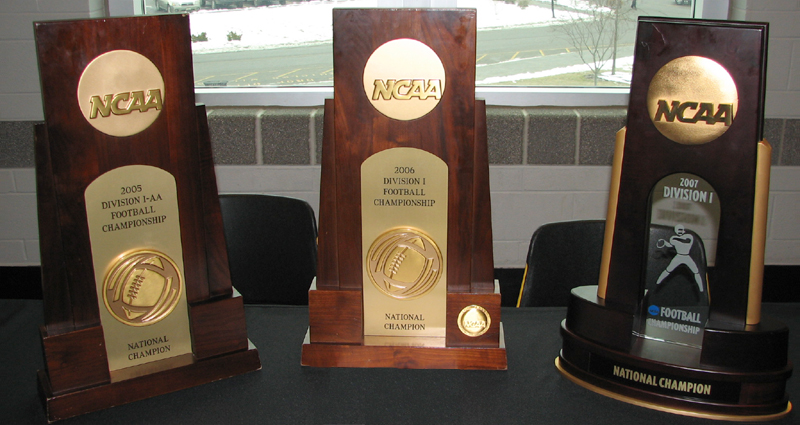
I trofei dei titoli nazionali di Appalachian State

Appalachian State ha vinto tre titoli nazionali nella FCS, all'epoca il più alto livello del college football a determinare un campione tramite playoff. I Mountaineers divennero il quinto programma nella storia della FCS a raggiungere la finale per tre anni consecutivi, dopo Eastern Kentucky (1979–82), Georgia Southern (1988–90 e 1998–2000), Marshall (1991–93) e Youngstown State (1991–94). Appalachian aveva anche una striscia di 13 vittorie consecutive nei playoff, un record che si concluse contro Richmond nel 2008.
| Stagione | Allenatore  | Selettore                 | Record | Avversario    | Risultato |
| 2005     | Jerry Moore | Playoff NCAA a 16 squadre | 12–3   | Northern Iowa | V 21–16   |
| 2006     | Jerry Moore | Playoff NCAA a 16 squadre | 14–1   | Massachusetts | V 28–17   |
| 2007     | Jerry Moore | Playoff NCAA a 16 squadre | 13–2   | Delaware      | V 49–21   |

## Membri della College Hall of Fame
2011: Dexter Coakley
2014: Jerry Moore

## Numeri ritirati
| N. | Giocatore       | Ruolo | Anni      | Ritiro | Note   |
| 14 | Armanti Edwards | QB    | 2006–2009 | 2023   | [ 16 ] |
| 23 | John Settle     | RB    | 1983–1986 | 1986   | [ 17 ] |
| 32 | Dexter Coakley  | LB    | 1993–1996 | 2005   | [ 18 ] |
| 38 | Dino Hackett    | LB    | 1982–1985 | 2005   | [ 19 ] |
| 71 | Larry Hand      | DE/DT | 1960–1964 | 2006   | [ 20 ] |